# زاوية سيدي علي النوري
زاوية سيدي علي النوري أو الزاوية  النورية واحدة من أشهر زوايا مدينة صفاقس العتيقة و مقر الأخوية الصوفية.

## الموقع
تقع الزاوية في أحد الأحياء السكنية «الأرستقراطية» في الجزء الشرقي من مدينة صفاقس. و هي مجاورة لدار الجلولي (التي تم تحويلها إلى متحف)، يحدها شرقا شارع علي النوري وتفتح  من الشمال على شارع سيدي خليل.

## تاريخها
لا تقدم المصادر المكتوبة تاريخا محدد لبناء هذا الضريح. إلا أنه من المرجح أن يكون  في النصف الثاني من القرن السابع عشر ، في عهد المراديين المرابطين. في البداية ، كان منزل سيدي علي النوري (1643-1706) الخاص. بعد عودته من دراسته في القاهرة عام 1668 ، قام بتأسيس مجموعة الأخوية الصوفية وحول المبنى إلى زاوية ، تلقن فيها التعاليم الدينية. بالإضافة إلى ذلك ، توفر هذه الزاوية أماكن إقامة لطلاب الجامع الكبير بصفاقس الأجانب في . كما أنها استخدمت لأغراض سياسية وعسكرية مثل جعلها مقر تنظيم مكافحة الصفاقسيين لمسعفي فرسان الإسبتارية خلال اشتباكهم في القرن الثامن عشر.

## الهندسة المعمارية
يحتفظ المعلم بخصائص المسكن الخاص الصفاقسي. وهذا واضح من خلال حجمه الصغير نسبيا ( أربعة عشرمتر على خمسة عشر) وتركيبته الهندسية إذ يتكون من قاعة دخول ، بهو مفتوح مع رواق جانبي جنوبي ، غرفة للصلاة وخلايا لسكن الطلاب.

## خصوصية المعلم
بالمقارنة مع زوايا أخرى شهيرة في مدينة صفاقس ، يتميز هذا الضريح بمظهره وأشكاله الهادءة و المتواضعة للغاية. هذا التصميم يعكس أيديولوجية جماعة الإخوان الصوفيين التابعين لسيدي علي النوري، وهو نوع من الزهد و رفض لأي عناصر ضخمة أو زائدة عرضة لجذب الأنظار.

## معرض صور

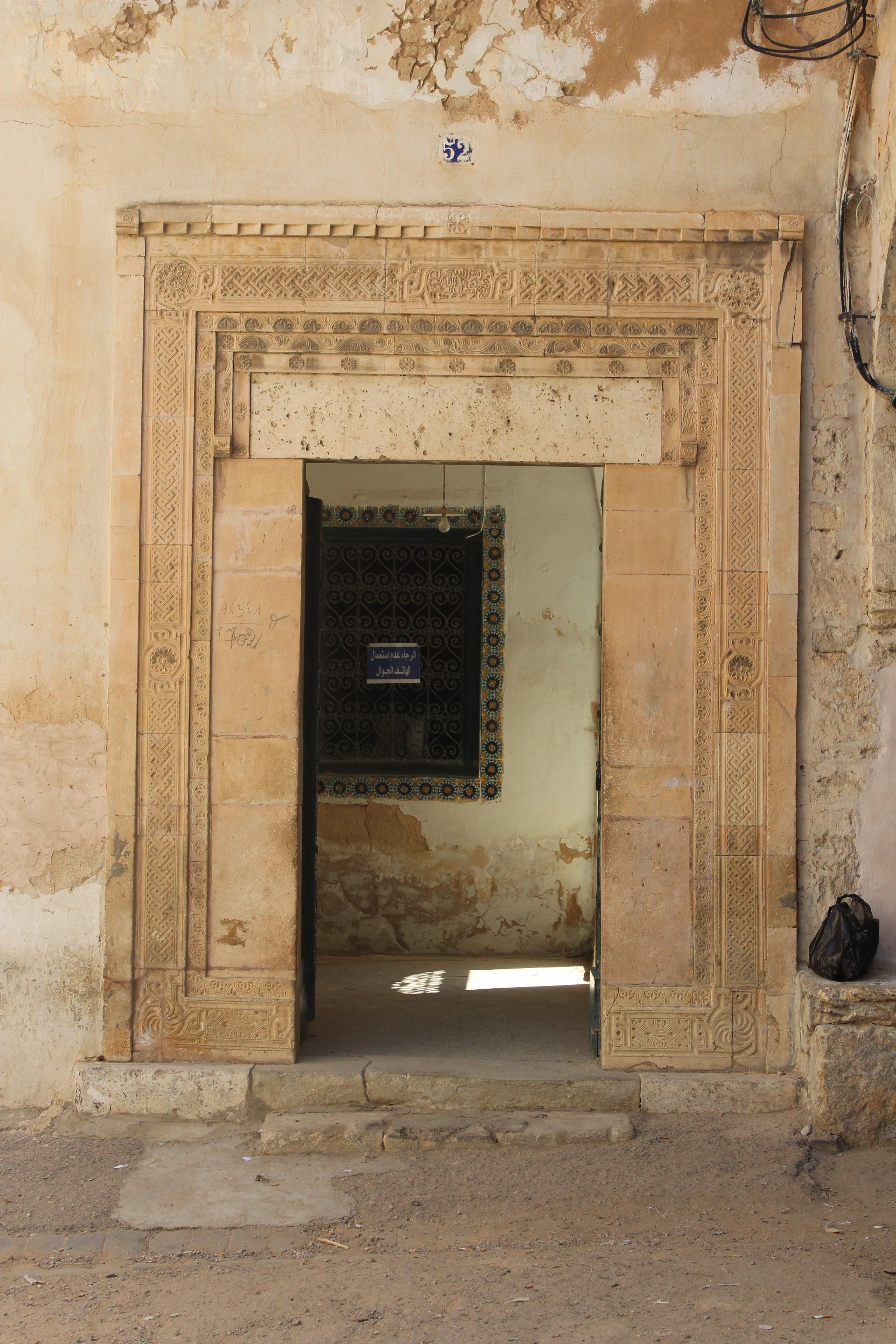
مدخل الزاوية
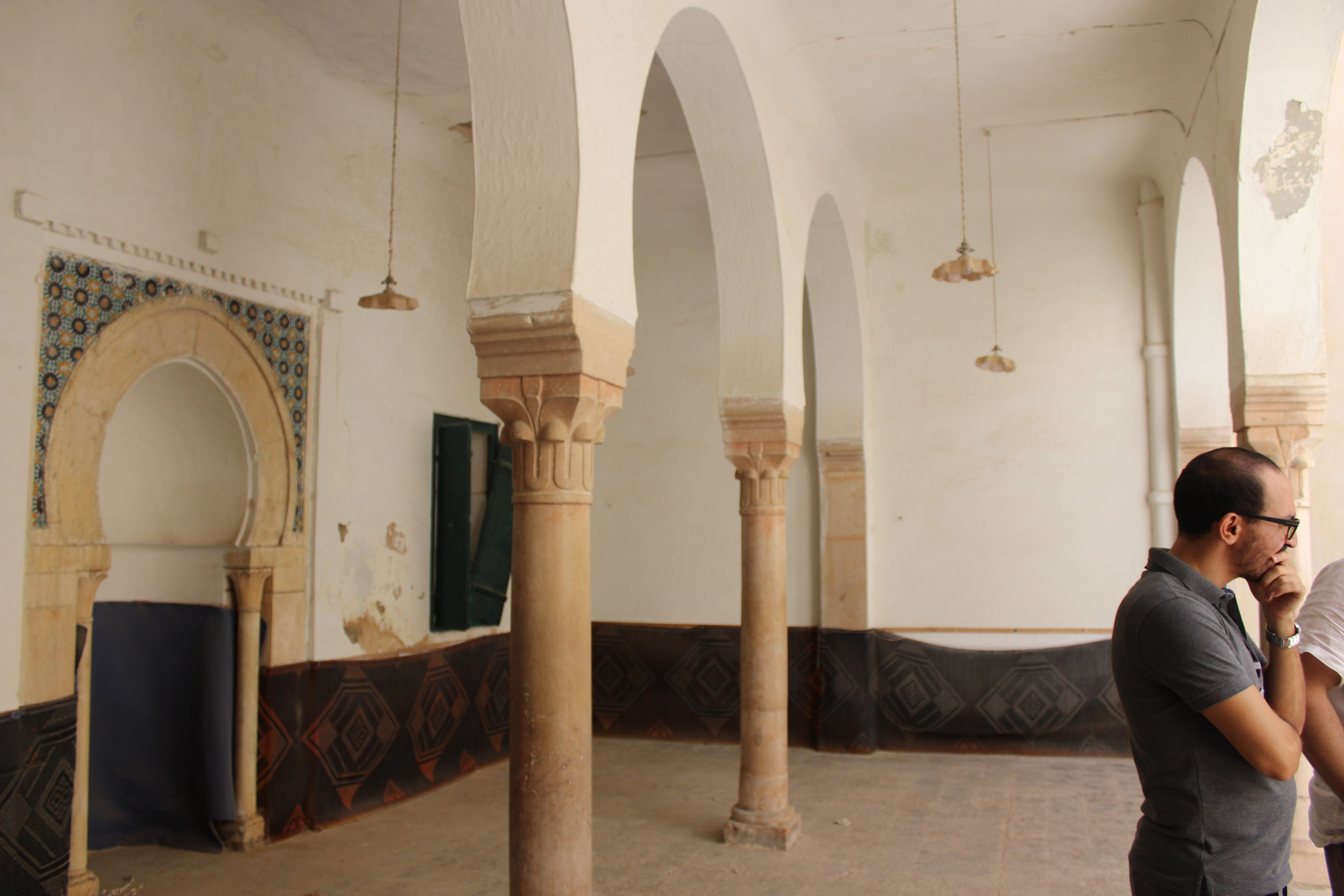
البهو الرئيسي
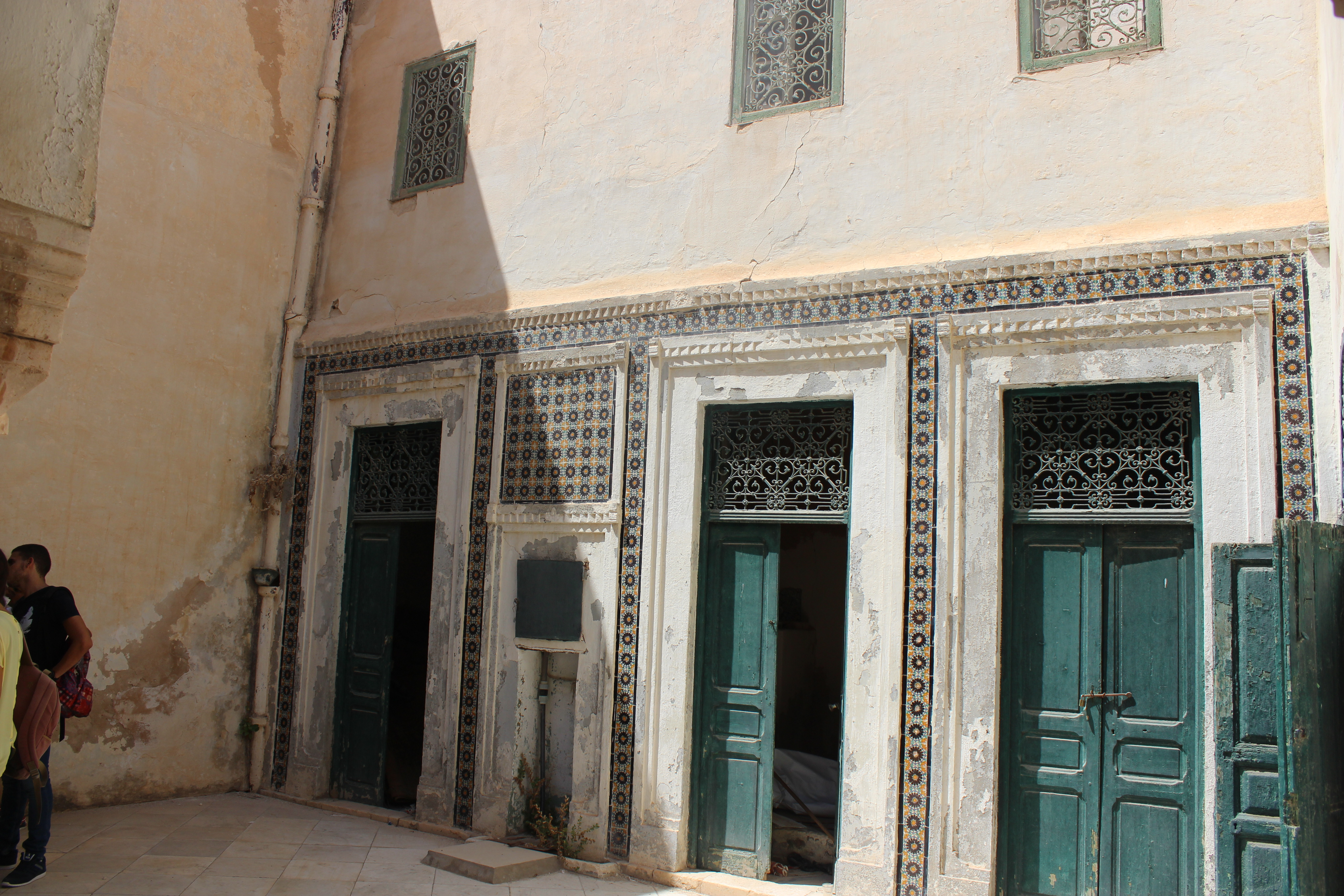
واجهة البهو
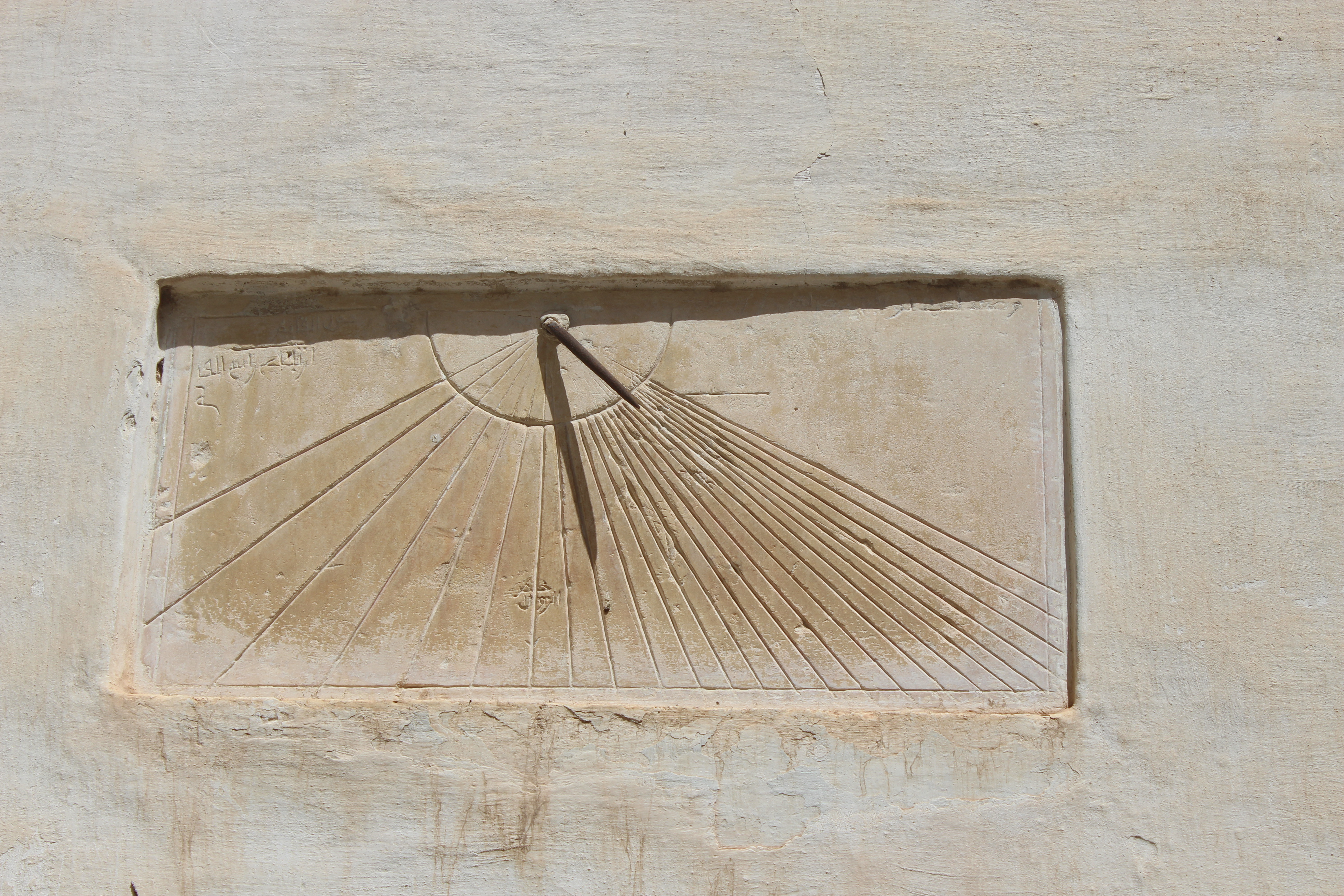
ساعة شمسية بالبهو
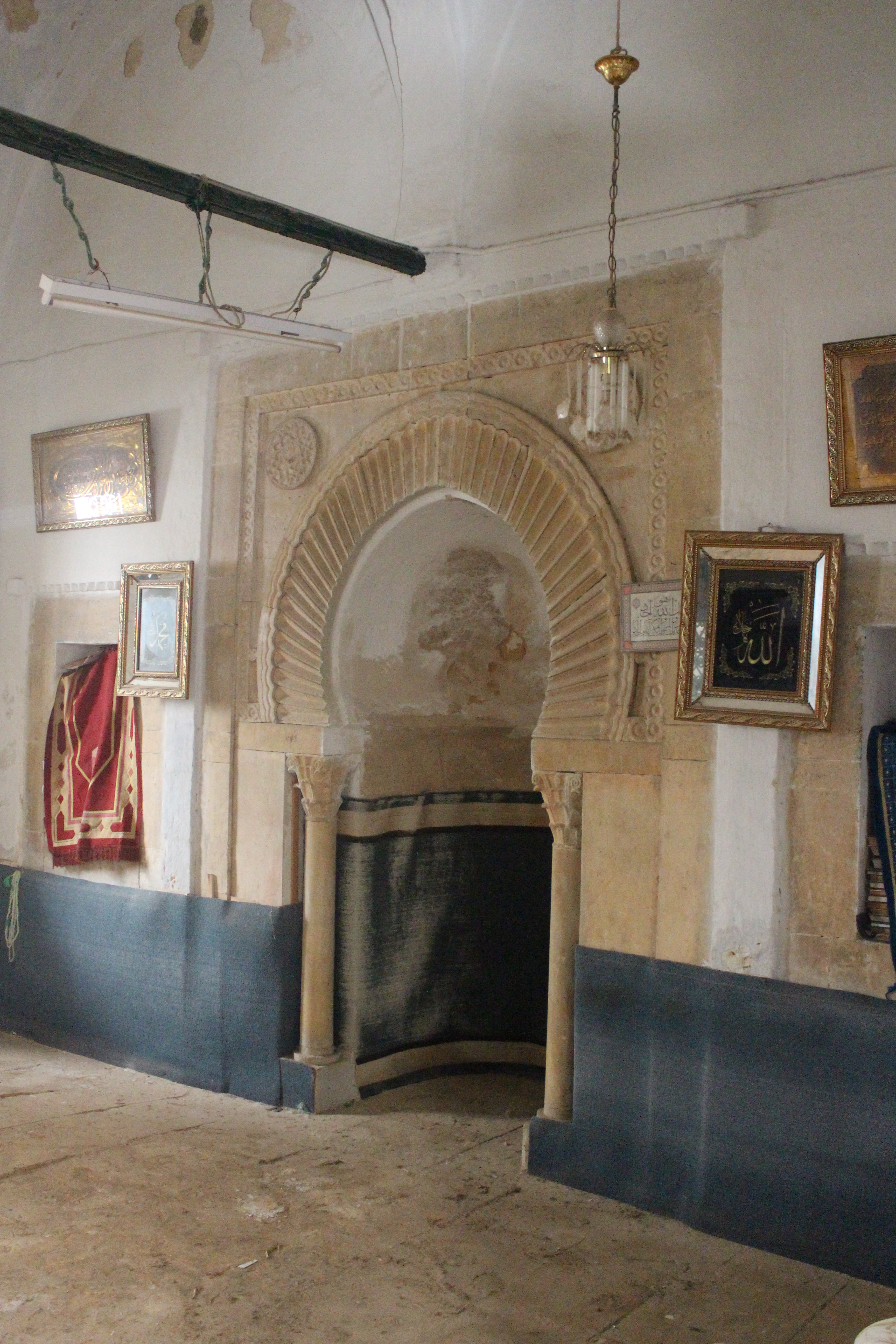
محراب بيت الصلاة
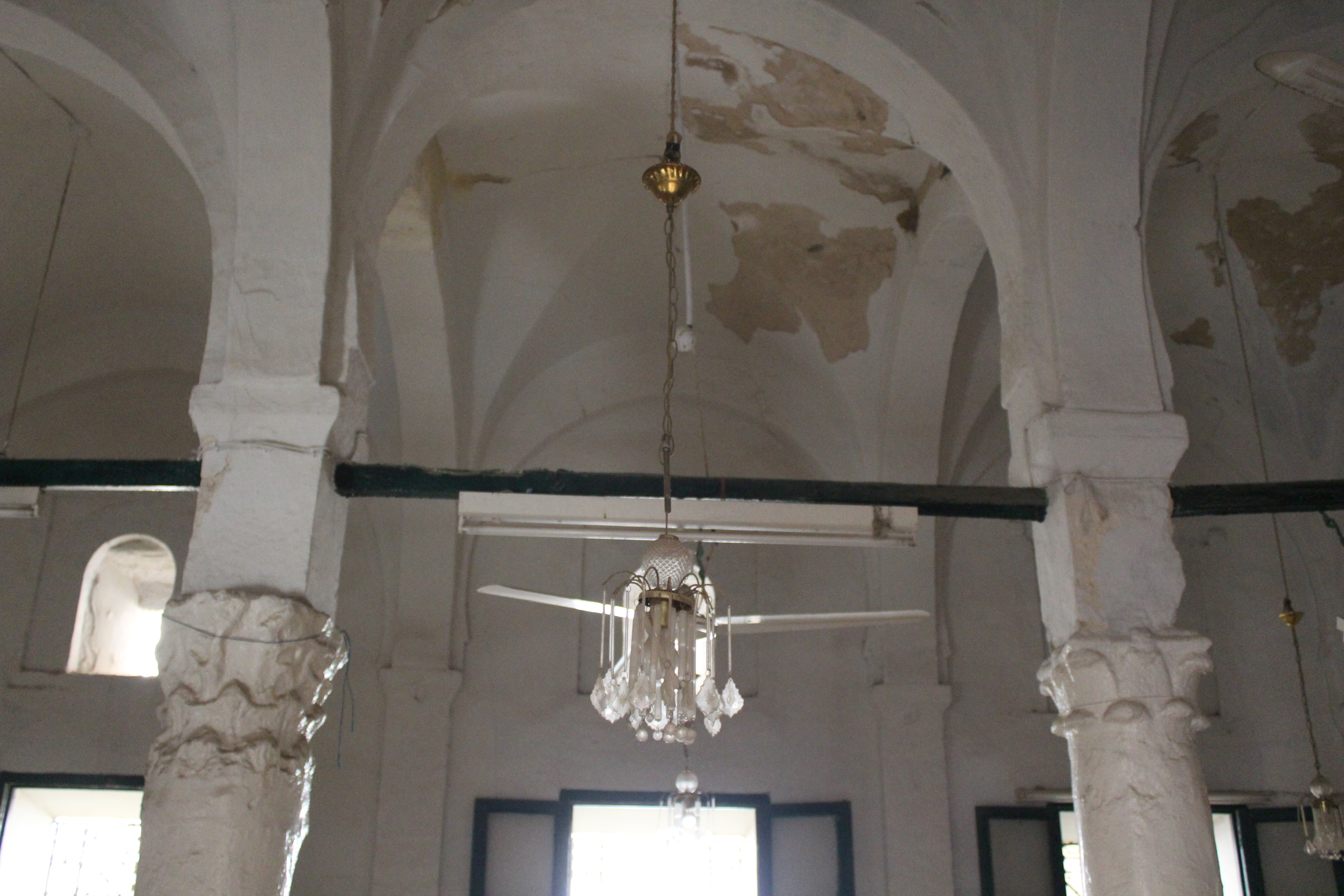
بيت الصلاة
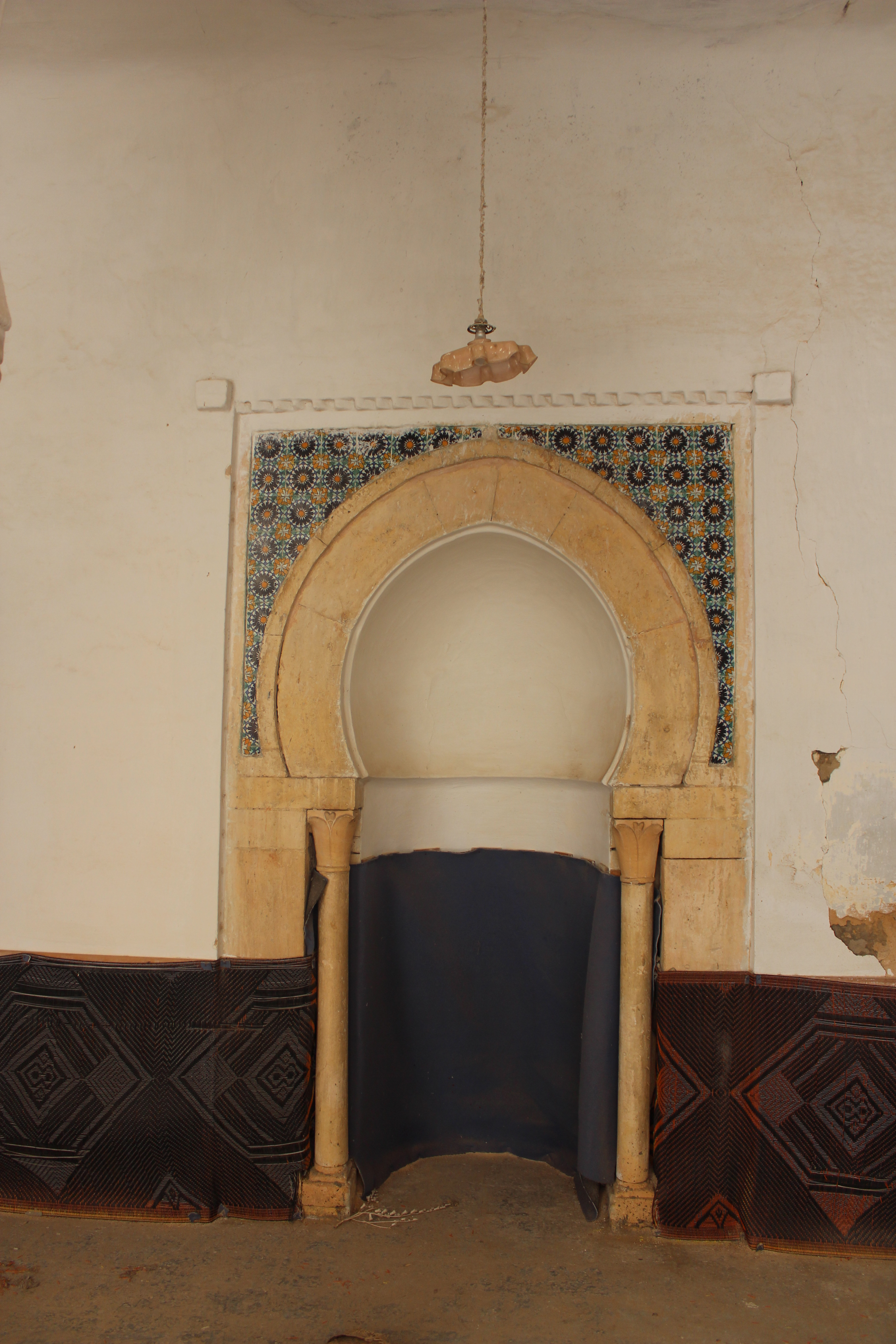
محراب البهو
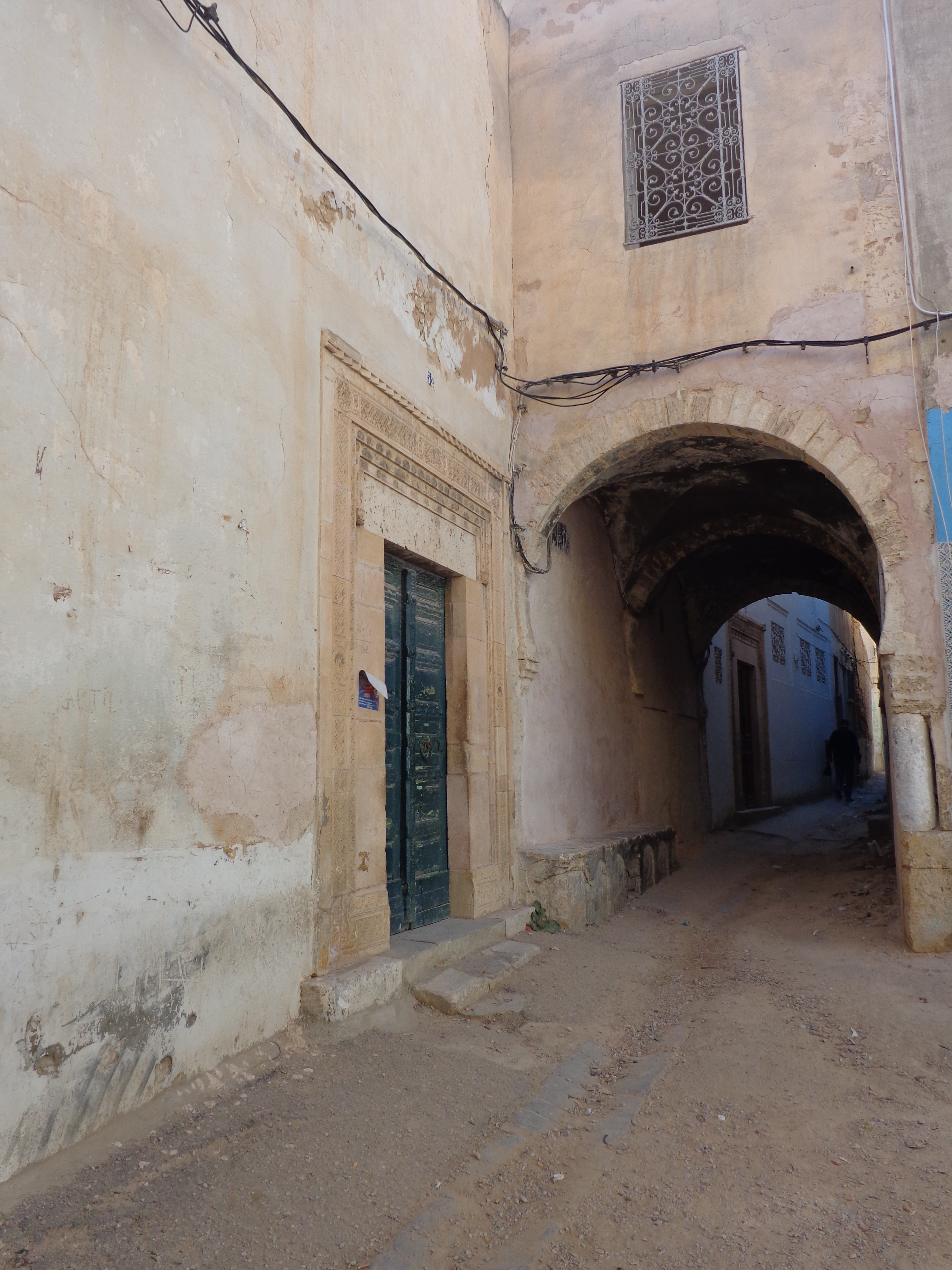
النهج المقابل لجامع سيدي علي النوري